# Dorcadion olympicum
Dorcadion olympicum es una especie de coleóptero de la familia de los cerambícidos.

## Distribución
Se encuentra en Turquía.

## Subespecies
- Dorcadion olympicum convexum (Breuning, 1943)
- Dorcadion olympicum flavosuturale (Krätschmer, 1987)
- Dorcadion olympicum olympicum (Kraatz, 1873)